# Michael Lorenz (Fußballspieler, 1979)
Michael Lorenz (* 11. Januar 1979 in Ost-Berlin) ist ein deutscher ehemaliger Fußballspieler.

## Karriere
Seine Karriere begann er beim BFC Dynamo bzw. FC Berlin (5 Spiele, 0 Tore in der Regionalliga Nordost). Danach folgten der KFC Uerdingen 05 (15 Spiele, 0 Tore in der 2. Bundesliga), SV Babelsberg 03 (25 Spiele, 1 Tor in der 2. Bundesliga, sowie 90 Spiele und 12 Tore in der Regionalliga) und der SC Paderborn 07 (47 Spiele, 4 Tore in der Regionalliga). Von Juli 2005 bis zum Ende der Saison 2008/09 spielte Lorenz bei Rot-Weiss Essen mit der Rückennummer 21. In den vier Jahren, die er bei Rot-Weiss Essen als Stammspieler absolvierte, erzielte er insgesamt 8 Tore in 97 Spielen. Zu Beginn der Saison 2009/10 gehörte Lorenz zum Kader der U-23 von Rot-Weiss Essen. Er wurde im November 2009 wieder in die erste Mannschaft hochgezogen und absolvierte noch 12 Einsätze (1 Tor). Nach der Saison 2009/10 wechselte er zum KFC Uerdingen 05, wo er einen Einjahresvertrag unterschrieb. Im Oktober 2010 zog er sich im Niederrheinligaspiel gegen TV Jahn Hiesfeld einen Schien- und Wadenbeinbruch zu. Aufgrund der schweren Verletzung musste er seine Karriere beenden.
Zudem war Michael Lorenz von 2006 bis 2011 Jugendtrainer (U12-U19) beim Bottroper Kreisligisten SV Vonderort.
Von 2012 bis 2014 war Michael Lorenz Cheftrainer der ersten Mannschaft von DJK Arminia Klosterhardt in der Landesliga Niederrhein. Zur Saison 2014/15 wurde er Cheftrainer des Regionalliga-Aufsteigers FC Kray.
Am 9. April 2016 übernahm er den Trainerposten beim abstiegsbedrohten Regionalligisten SSVg Velbert. Doch nach nur sechs Spielen, in denen er gemeinsam mit Co-Trainer Denis Tahirović die Niederbergischen betreut hatte, wurde Lorenz schon wieder entlassen. Im April 2017 wurde er Nachfolger des entlassenen Hans-Günter Bruns und übernahm bis Saisonende zum zweiten Mal das Traineramt bei der DJK Arminia Klosterhardt.

## Geschwister
Sein Bruder Stefan Lorenz war auch Fußballer bei Rot-Weiss Essen und dem Wuppertaler SV Borussia und beendete 2012 seine Spielerkarriere.